# Chorley (Staffordshire)
Chorley – osada w Anglii, w Staffordshire. W 1870-72 osada liczyła 158 mieszkańców.